# Interdiction de séjour en France
En France, l’interdiction de séjour est une peine complémentaire qui peut être prononcée par un tribunal dans certaines situations.

## Historique
Historiquement, l'interdiction de séjour est une peine automatique et limitée géographiquement, s’appliquant aux condamnés ayant purgé leur peine. Cette restriction de liberté date depuis au moins le XVIIIe siècle. La loi du 27 mai 1885, qui s'est appliquée jusqu'en 1955, consiste essentiellement à exclure les anciens condamnés de certaines localités. Il s'agissait alors essentiellement d'éviter la présence d'ancien condamnés dans les grands centres urbains, où ils pourraient échapper à la vigilance de la police, voire « contaminer » les milieux défavorisés.

## Droit en vigueur
L’interdiction de séjour est une peine qui peut avoir deux natures juridiques.
- Selon le code pénal, c’est une peine prononcée par une juridiction interdisant au condamné de paraître dans certains lieux précisément définis ; la liste des lieux interdits pouvant être modifiée par la suite par le juge de l'application des peines[1]. Ils correspondent souvent aux lieux (ou type de lieux) où les méfaits ont été constatés[réf. nécessaire]. L’interdiction de séjour ne peut excéder une durée de dix ans en cas de condamnation pour crime et une durée de cinq ans en cas de condamnation pour délit.

- Selon la loi du 3 avril 1955 sur l’état d'urgence modifiée, sa déclaration donne pouvoir au préfet d’interdire le séjour dans tout ou partie du département à toute personne à l’égard de laquelle il existe des raisons sérieuses de penser que son comportement constitue une menace pour la sécurité et l’ordre publics. La mesure tient compte de la vie familiale et professionnelle des personnes susceptibles d'être concernées[2].